# أليس (مغنية)
أليس (بالإيطالية: Alice)‏ هي ملحنة ومغنية مؤلفة وعازفة بيانو ومغنية إيطالية، ولدت في 26 سبتمبر 1954 في فورلي في إيطاليا.

## وصلات خارجية
- الموقع الرسمي
- أليس على موقع ميوزك برينز (الإنجليزية)
- أليس على موقع أول ميوزيك (الإنجليزية)
- أليس على موقع ديسكوغز (الإنجليزية)
- أليس على موقع ديسكوغز (الإنجليزية)
- أليس على موقع ديسكوغز (الإنجليزية)